# Edward Hussey Delaval
Edward Hussey Delaval, FRS, angleški znanstvenik in naravoslovec, * 1729, † 14. avgust 1814.
Delaval je najbolj znan po raziskavah na področju metalurgije in stekla.

## Priznanja

### Nagrade
- Copleyjeva medalja (1766)